# Дегтярёв, Леонид Андреевич
Леонид Андреевич Дегтярёв (18 июля 1924 — 14 октября 1995) — начальник 33-го Центрального научно-исследовательского и испытательного института Министерства обороны СССР, посёлок Шиханы Саратовская область, генерал-майор технических войск, Герой Социалистического Труда (1976).

## Биография
Родился в 1924 году в Харькове. Член КПСС.
В 1939 году завершил обучение в 7 классах школы, в 1941 году окончил рабфак Харьковского института инженеров железнодорожного транспорта. В июле-августе 1941 года трудился учеником токаря на Харьковском паровозостроительном заводе. В августе-октябре 1941 года учился на факультете моторостроения Харьковского авиационного института. В сентябре-октябре 1941 года участвовал в сооружении противотанковых рвов на подступах к Харькову.
С декабря 1941 по август 1942 работал токарем на Сталинградском тракторном заводе. Одновременно был мастером производственного обучения в школе фабрично-заводского обучения при заводе.
В Красную Армию был мобилизован в августе 1942 года.
Участник Великой Отечественной войны, командир взвода артиллерийского дивизиона, офицер связи штаба бригады от артиллерии и начальник штаба миномётного батальона 11-й гвардейской механизированной бригады, начальник штаба миномётного батальона механизированного полка, командир огневого взвода механизированного полка в Туркестанском военном округе, командиром огневого взвода артиллерийского полка в МНР, старший инженер-химик лаборатории, начальник противогазовой лаборатории, старший инженер-химик отдела в Шиханах, адъюнкт и преподаватель Военной академии химической защиты, начальник отдела, заместитель начальника института, начальник 33-го Центрального научно-исследовательского и испытательного института Министерства обороны СССР в Шиханах, заместитель начальника Научно-технического комитета Химических войск Министерства обороны СССР, ведущий инженер в Опытно-конструкторском бюро автоматики НПО «Химавтоматика».
Указом Президиума Верховного Совета СССР от 6 февраля 1976 года за получение высоких показателей  и высокие производственные результаты Леониду Андреевичу Дегтярёву было присвоено звание Героя Социалистического Труда с вручением ордена Ленина и медали «Серп и Молот». 
С апреля 1975 года стал трудиться в должности заместителя начальника Научно-технического комитета Химических войск Министерства обороны СССР. В августе 1985 года генерал-майор Л. А. Дегтярёв ушёл в отставку.
С 1986 по 1988 годы работал ведущим инженером в Опытно-конструкторском бюро автоматики НПО «Химавтоматика».
Проживал в Москве. Умер 14 октября 1995 года. Похоронен на Останкинском кладбище. 

## Память
- В городе Вольске-18 установлен бюст.

## Награды
За трудовые и боевые успехи был удостоен:
- золотая звезда «Серп и Молот» (06.02.1976)
- орден Ленина (06.02.1976)
- Орден Отечественной войны I степени (25.05.1945)
- Орден Отечественной войны I степени (11.03.1985)
- два ордена Красной Звезды (09.04.1945, 05.05.1972)
- две медали За боевые заслуги (30.09.1944, 20.04.1953)
- другие медали.